# The Right Stuff (film)
The Right Stuff is een Amerikaanse historische speelfilm uit 1983 onder regie van Philip Kaufman. Deze baseerde het verhaal over de beginjaren van de ruimtevaart op de gelijknamige roman van Tom Wolfe. De film won Oscars voor beste geluid, beste geluidseffecten, beste filmmuziek en beste montage.
The Right Stuff werd in Nederland nooit uitgebracht in de bioscoop. De film is er wel op dvd verkrijgbaar.

## Verhaal
De hoofdpersonen in The Right Stuff zijn de eerste Amerikaanse astronauten, de zogenaamde Mercury Seven, waaronder John Glenn en Alan Shepard. Ook de prestaties van Chuck Yeager, die als eerste piloot de geluidsbarrière doorbrak, komen aan bod.

## Rolverdeling
| Acteur              | Personage         |
| ------------------- | ----------------- |
| Sam Shepard         | Chuck Yeager      |
| Scott Glenn         | Alan Shepard      |
| Ed Harris           | John Glenn        |
| Dennis Quaid        | Gordon Cooper     |
| Fred Ward           | Gus Grissom       |
| Barbara Hershey     | Glennis Yeager    |
| Kim Stanley         | Pancho Barnes     |
| Veronica Cartwright | Betty Grissom     |
| Pamela Reed         | Trudy Cooper      |
| Scott Paulin        | Deke Slayton      |
| Charles Frank       | Scott Carpenter   |
| Lance Henriksen     | Wally Schirra     |
| Donald Moffat       | Lyndon B. Johnson |

## Trivia
- In The Right Stuff is Clair de Lune van Claude Debussy te horen, dit tijdens de opvoering van een danseres op een feest voor astronauten.
- De echte Chuck Yeager had een cameo als bartender in de bar van Edwards Air Force Base.